# Simon Hausberger
Simon Hausberger (* 1975 in Hopfgarten im Brixental) ist ein österreichischer Fotograf.

## Werdegang
Hausberger, der mehrere Jahre in München lebte, arbeitet seit 1998 als freier Fotograf. Zu Beginn seiner Tätigkeit galt sein Hauptaugenmerk der Reisefotografie (Schwerpunkt Asien, Australien und Nordeuropa) für Bild-Agenturen und den Verkauf von Postern und Kunstdrucken.
Simon Hausberger deckt mittlerweile fast alle Bereiche der Fotografie ab. Seine Arbeitsschwerpunkte liegen jedoch in der Sport-, Reportage-, Business-, Porträt-, Event-, der Natur- und der Landschaftsfotografie. Ein wesentlicher Teil seiner Arbeit ist die Fine Art Fotografie sowie die Produktion von Bildern und großformatigen Panoramen.

## Auszeichnungen
- 2010: Goldmedaille beim 24. Trierenberg Super Circuit in der Kategorie Sports Action and Movement[1]
- 2013: Lobende Erwähnung bei den International Photography Awards in Los Angeles in der Kategorie Nature and Fine Art.
- 2015: Bronzene Kamera bei den European Professional Photographer of the Year Award[2]  ausgezeichnet. Den Preis erhielt er für seine Fotoserie von Papageitauchern in Norwegen.
- 2016: Goldene Kamera bei den European Professional Photographer of the Year Award in der Kategorie Sport.[3]